# Nieuwerkerken
Nieuwerkerken là một đô thị ở tỉnhLimburg gần Hasselt. Tại thời điểm ngày 1 tháng 1 năm 2006,  Nieuwerkerken có tổng dân số 6.606người. Tổng diện tích là 22.46 km² với mật độ dân số294 người trên mỗi km². Đô thị này gồm 4 làng: Binderveld, Wijer, Kozen và Nieuwerkerken. 